# Sireuil
Sireuil é uma comuna francesa na região administrativa da Nova Aquitânia, no departamento de Charente. Estende-se por uma área de 10,01 km². Em 2010 a comuna tinha 1 199 habitantes (densidade: 119,8 hab./km²).